# Хоревиця
Хоревиця або Хоривиця – одна з трьох історичних гір, на яких було засновано Київ; на ній спорудив свое поселення Хорив. Різними дослідниками ототожнюється з Вишгородом, Замковою горою, або Юрковицею.

## Назва
В «Літопису руському» назва гори передана у формі «Хоревиця», така сама форма у російськомовних джерелах. В україномовних джерелах, зокрема у перекладі «Літопису руського» Л. Махновця, вживається форма «Хоривиця».

## Історична довідка

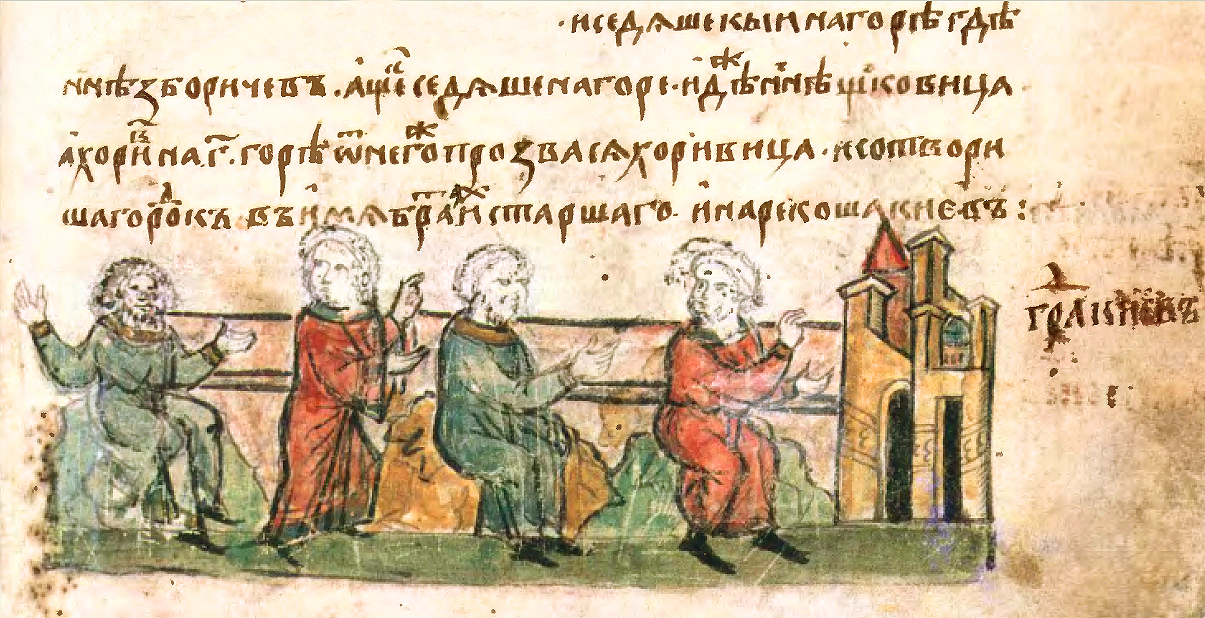
Кий, Щек, Хорив і Либідь оселяються на дніпрових пагорбах. Кожен з трьох братів символічно сидить на своїй горі. Мініатюра з Радзивіллівського літопису.

Названа за ім'ям Хорива – брата Кия, Щека і Либіді, які, за легендою, є засновниками Києва. Згідно з «Літописом руським»: 
|  | І сидів Кий на горі, де нині узвіз Боричів, а Щек сидів на горі, яка нині зветься Щековицею, а Хорив — на третій горі, од чого й прозвалася вона Хоривицею. |

 Це речення є єдиною згадкою Хоривиці у давньоруських літописах.
Про місцезнаходження Хоривиці між дослідниками точиться дискусія: одні ототожнюють її з Замковою горою (В. Ляскоронський, М. Брайчевський, О. Шовкопляс та інші), інші – з Юрковицею (В. Антонович, М. Петров, П. Толочко). Польський історик XVI століття М. Стрийковський, вважав Хоривицею Вишгород, цю думку поділяли за ним М. Берлинський та М. Максимович, але сучасні дослідники цю версію фактично відкинули.